# Kanton Albert
Kanton Albert is een kanton van het Franse departement Somme. Het kanton maakt deel uit van het arrondissement Péronne.

## Gemeenten
Het kanton Albert omvatte tot 2014 de volgende 26 gemeenten:
- Albert (hoofdplaats)
- Auchonvillers
- Authuille
- Aveluy
- Bazentin
- Beaucourt-sur-l'Ancre
- Beaumont-Hamel
- Bécordel-Bécourt
- Bouzincourt
- Buire-sur-l'Ancre
- Contalmaison
- Courcelette
- Dernancourt
- Fricourt
- Grandcourt
- Irles
- Laviéville
- Mametz
- Méaulte
- Mesnil-Martinsart
- Millencourt
- Miraumont
- Ovillers-la-Boisselle
- Pozières
- Pys
- Thiepval

Ingevolge de herindeling van de kantons bij decreet van 26 februari 2014, met uitwerking op 22 maart 2015, werden dat 67 gemeenten. Door de vorming van de fusiegemeenten (commune nouvelle) Étinehem-Méricourt op 1 januari 2017 en Carnoy-Mametz op 1 januari 2019 herleid tot volgende 65 gemeenten:
- Acheux-en-Amiénois
- Albert
- Arquèves
- Auchonvillers
- Authie
- Authuille
- Aveluy
- Bayencourt
- Bazentin
- Beaucourt-sur-l'Ancre
- Beaumont-Hamel
- Bécordel-Bécourt
- Bertrancourt
- Bouzincourt
- Bray-sur-Somme
- Buire-sur-l'Ancre
- Bus-lès-Artois
- Cappy
- Carnoy-Mametz
- Chuignolles
- Coigneux
- Colincamps
- Contalmaison
- Courcelette
- Courcelles-au-Bois
- Curlu
- Dernancourt
- Éclusier-Vaux
- Englebelmer
- Étinehem-Méricourt
- Forceville
- Fricourt
- Frise
- Grandcourt
- Harponville
- Hédauville
- Hérissart
- Irles
- Laviéville
- Léalvillers
- Louvencourt
- Mailly-Maillet
- Maricourt
- Marieux
- Méaulte
- Mesnil-Martinsart
- Millencourt
- Miraumont
- Montauban-de-Picardie
- Morlancourt
- La Neuville-lès-Bray
- Ovillers-la-Boisselle
- Pozières
- Puchevillers
- Pys
- Raincheval
- Saint-Léger-lès-Authie
- Senlis-le-Sec
- Suzanne
- Thiepval
- Thièvres
- Toutencourt
- Varennes
- Vauchelles-lès-Authie
- Ville-sur-Ancre